# ایران در المپیک زمستانی ۲۰۱۸
ایران در بازی‌های المپیک زمستانی ۲۰۱۸ که از تاریخ ۹ تا ۲۵ فوریهٔ ۲۰۱۸ و در کشور کره جنوبی برگزار شد حضور داشت.

## رشته‌ها و تعداد شرکت کنندگان
جدول زیر تعداد ورزشکاران و نوع هر رویداد را مشخص می‌کند.
| رشته ورزشی     | مردان | زنان | مجموع |
| -------------- | ----- | ---- | ----- |
| اسکی آلپاین    | ۱     | ۱    | ۲     |
| اسکی صحرانوردی | ۱     | ۱    | ۲     |
| مجموع          | ۲     | ۲    | ۴     |

## اسکی آلپاین
ایران یک ورزشکار مرد و یک ورزشکار زن در این رقابتها دارد که موفق به صعود شده‌اند.
| ورزشکار          | رویداد                 | مرحله ۱ | مرحله ۱ | مرحله ۲ | مرحله ۲ | مجموع   | مجموع |
| ورزشکار          | رویداد                 | زمان    | رتبه    | زمان    | رتبه    | زمان    | رتبه  |
| ---------------- | ---------------------- | ------- | ------- | ------- | ------- | ------- | ----- |
| محمد کیادربندسری | اسکی مارپیچ بزرگ مردان | ۱:۱۹٫۱۱ | ۶۳      | ۱:۱۸٫۶  | ۵۹      | ۲:۳۷٫۷۲ | ۵۸    |
| محمد کیادربندسری | اسکی مارپیچ کوچک مردان |         |         |         |         |         |       |
| فروغ عباسی       | اسکی مارپیچ بزرگ زنان  |         |         |         |         |         |       |
| فروغ عباسی       | اسکی مارپیچ کوچک زنان  |         |         |         |         |         |       |

## اسکی صحرانوردی
ایران یک ورزشکار مرد و یک ورزشکار زن در این رقابتها دارد که موفق به صعود شده‌اند.
مسافت
| ورزشکار           | رویداد                | نهایی | نهایی   | نهایی |
| ورزشکار           | رویداد                | زمان  | Deficit | رتبه  |
| ----------------- | --------------------- | ----- | ------- | ----- |
| ستار صید          | ۱۵ کیلومتر آزاد مردان |       |         |       |
| سمانه بیرامی باهر | ۱۰ کیلومتر آزاد زنان  |       |         |       |

اسپرینت
| ورزشکار           | رویداد        | مقدماتی | مقدماتی | یک‌چهارم نهایی | یک‌چهارم نهایی | نیمه‌نهایی | نیمه‌نهایی | فینال | فینال |
| ورزشکار           | رویداد        | زمان    | رتبه    | زمان          | رتبه          | زمان      | رتبه      | زمان  | رتبه  |
| ----------------- | ------------- | ------- | ------- | ------------- | ------------- | --------- | --------- | ----- | ----- |
| سمانه بیرامی باهر | اسپرینت زنان  | ۴:۴۷٫۹۱ | ۶۸      | حذف           | حذف           | حذف       | حذف       | حذف   | حذف   |
| ستار صید          | اسپرینت مردان | ۳:۵۸٫۰۸ | ۷۶      | حذف           | حذف           | حذف       | حذف       | حذف   | حذف   |